# Курортне (Чугуївський район)
Куро́ртне — село (до 2010 — селище) в Україні, у Слобожанській міській громаді Чугуївського району Харківської області. Населення становить 294 осіб. До 2020 року орган місцевого самоврядування — Геніївська сільська рада.

## Географія
Село Курортне знаходиться на лівому березі річки Сіверський Донець, нижче за течією за 2,5 км розташоване село Камплиця, на протилежному березі - село Черемушне. Русло річки звивисте утворює багато лиманів (Лемешева Затока) та озер. На відстані 1 км розташовані села Українське та Геніївка, на відстані 2 км знаходиться залізнична станція Будинок Відпочинку. Село оточене великим лісовим масивом (сосна).

## Історія
Село засноване 1666 року.

## Економіка
- «Занки», санаторій, комунальне ДП.
- Санаторій «Ялинка», (батьки з дітьми).